# Аноя
Ано́я (итал. Anoia) — коммуна в Италии, расположена в области Калабрия, подчиняется административному центру метропольный город Реджо-ди-Калабрия.
Население коммуны, на 01.01.2024 года, составляет 2019 человек, плотность населения ─ 198,57 чел./км². Коммуна занимает площадь 10,17 км². Почтовый индекс — 89020. Телефонный код — 0966.
Святым покровителем коммуны почитается святитель Николай Чудотворец, день его памяти ежегодно отмечается 6 декабря.

## Климат
Согласно климатической классификации итальянских муниципалитетов, коммуна Аноя входит в климатическую зону C, количество градусо-дней составляет 1026.

## Демография
Название жителей ─ анояни или аноези.
Динамика населения: